# Gyeongju World
Koordinaten: 35° 50′ 13″ N, 129° 16′ 54″ O
Gyeongju World (koreanisch 경주월드) ist ein südkoreanischer Freizeitpark in Gyeongju, Gyeongsangbuk-do, der im Mai 1985 eröffnet wurde. Die frühere englischsprachige Schreibweise lautete Kyungju World.

## Liste der Achterbahnen

### Bestehende Achterbahnen
| Name                                   | Typ                                 | Hersteller                  | Eröffnungsjahr |
| -------------------------------------- | ----------------------------------- | --------------------------- | -------------- |
| Draken / koreanisch 드라켄             | Dive Coaster, Floorless Coaster     | Bolliger & Mabillard        | 2018           |
| Phaethon / koreanisch 파에톤           | Inverted Coaster                    | Bolliger & Mabillard        | 2007           |
| Valkyrie                               | Shuttle Coaster, Familienachterbahn | Gerstlauer Amusement Rides  | 2021           |
| Sköll & Hati                           | Single Rail Coaster                 | Rocky Mountain Construction | 2024           |
| Wizard Race / koreanisch 위자드 레이스 | Powered Coaster                     | Zamperla                    | 2024           |

### Ehemalige Achterbahnen
| Name                                        | Typ                                 | Hersteller                | Eröffnungsjahr | Schließungsjahr  |
| ------------------------------------------- | ----------------------------------- | ------------------------- | -------------- | ---------------- |
| Dragon 2 Loop Coaster / koreanisch 비룡열차 | Powered Coaster, Familienachterbahn | Zamperla                  | 1991           | 2023             |
| Space 2000 / koreanisch 스페이스2000        | Stahlachterbahn mit Inversionen     | Meisho Amusement Machines | 1991           | 2015             |
| Space Tour                                  | Dunkelachterbahn, Jungle Mouse      | unbekannt                 | 1985           | 2015 oder früher |